# Spaelotis scotopsis
Spaelotis scotopsis là một loài bướm đêm trong họ Noctuidae.